# Episodi di The Sex Lives of College Girls (prima stagione)
La prima stagione della serie televisiva The Sex Lives of College Girls è stata distribuita sulla piattaforma streaming statunitense HBO Max dal 18 novembre al 9 dicembre 2021.
In Italia, la stagione è inedita.
| nº | Titolo originale         | Titolo italiano | Prima TV USA     | Prima TV Italia |
| -- | ------------------------ | --------------- | ---------------- | --------------- |
| 1  | Welcome to Essex         |                 | 18 novembre 2021 | inedito         |
| 2  | Naked Party              |                 | 18 novembre 2021 | inedito         |
| 3  | Le Tuteur                |                 | 25 novembre 2021 | inedito         |
| 4  | Kappa                    |                 | 25 novembre 2021 | inedito         |
| 5  | That Comment Tho         |                 | 25 novembre 2021 | inedito         |
| 6  | Parents Weekend          |                 | 2 dicembre 2021  | inedito         |
| 7  | I Think I'm a Sex Addict |                 | 2 dicembre 2021  | inedito         |
| 8  | The Surprise Party       |                 | 2 dicembre 2021  | inedito         |
| 9  | Cheating                 |                 | 9 dicembre 2021  | inedito         |
| 10 | The Truth                |                 | 9 dicembre 2021  | inedito         |

## Welcome to Essex
- Diretto da: David Gordon Green
- Scritto da: Mindy Kaling e Justin Noble

### Trama
Quattro ragazze - Kimberly, Bela, Whitney e Leighton - arrivano all'Essex College nel Vermont e diventano compagne di alloggio, tuttavia ciascuna di loro ha difficoltà ad adattarsi: Kimberly, proveniente da una famiglia molto povera, è costretta a lavorare alla caffetteria del campus per mantenersi ma i colleghi Lila e Canaan si divertano a prenderla in giro per la sua ingenuità, inoltre dopo aver perso la verginità con Max, il ragazzo con cui sta insieme sin dal liceo, venuto a trovarla da Princeton per il fine settimana, questi la lascia. Bela, desiderosa di entrare nel Catullan, l'esclusiva ma prevalentemente sessista rivista comica universitaria, viene respinta da Eric, uno dei co-redattori, motivo per il quale masturba ciascuno dei sei principali editori, convincendoli a farla entrare nello staff ma guadagnandosi inavvertitamente l'ira di Evangeline, la fidanzata di uno di loro. Whitney si unisce alla squadra di calcio femminile, ma le sue compagne di squadra, in particolare Jena, si comportano in modo ostile nei suoi confronti, credendo che abbia ottenuto il posto solo in quanto figlia di un senatore, inoltre inizia una relazione clandestina col suo assistente coach, Dalton, salvo poi scoprire che è sposato. Leighton scopre invece di essere stata assegnata in stanza con le tre poiché le sue amiche del liceo, Esme e Francesca, hanno espressamente richiesto di non averla in stanza con loro poiché stanche del suo carattere troppo riservato, motivo per il quale sfoga la sua frustrazione con le nuove compagne di stanza trattandole con freddezza e snobismo, salvo poi essere convinta a dar loro una possibilità dal fratello maggiore Nico. Invitate a una festa della confraternita di Nico, la Theta Pi Delta, Kimberly inizia a legare con il ragazzo, mentre Whitney ha un rapporto occasionale con Canaan. Leighton, che abbandona di nascosto le altre alla festa, contatta una ragazza tramite un'app di incontri e va a letto con lei, rivelandosi una lesbica velata.
- Altri interpreti: Rob Huebel (Henry Murray), Nicole Sullivan (Carol Finkle), Craig Cackowski (Dale Finkle), James Morosini (Dalton), Kavi Ramachandran Ladnier (Reena Malhotra), Mueen Jahan	(Nevaan Malhotra), Sherri Shepherd (Senatrice Evette Chase), Stephen Guarino (Roger), Jillian Armenante	(Coach Woods), Kim Matula (Michelle), Matthew Gold (Max), Mekki Leeper (Eric Miller), Conor Donnally (Ryan Hutton), Sierra Katow (Evangeline Hashima), Maya Rose (Jena), Colby Strong (Cory), Lex King (Jillian), Betti (Travis Feldman), Kennedy Lea Slocum (Esme Schaffer), Samantha Dockser (Francesca Bromley), Scott Lipman (Frude Rasmunssen), Cheyenne Perez (Jo), Aza Sharavnyam (Siddhartha), Danielle Kennedy (Pat), Derek Cano (Tyler), Tyler Joseph Ellis (Thatcher),	Jack Buckley (Austin), Jake Regal (Oliver).

## Naked Party
- Diretto da: Zoe Cassavetes
- Scritto da: Ali Liebegott e Caroline Goldfarb

### Trama
Il primo giorno di lezioni, Kimberly scopre che il suo livello d'istruzione è parecchio inferiore a quello di tutti i suoi compagni del corso di francese, cosa che la rende frustrata e intimorita dalla difficoltà dei corsi dell'Essex dato che era la materia in cui andava meglio al liceo. Whitney affronta Dalton per averle tenuto nascosto il suo matrimonio e decide di troncare la storia con lui; successivamente la compagna di squadra Willow la informa che è l'unica giocatrice che Jena non ha invitato alla festa tenuta a casa sua per la squadra, spingendo la ragazza a decidere di andarci comunque trovandosi inavvertitamente ad assistere al litigio tra Jena e il suo ragazzo, che ha deciso di lasciarla; dopo che Whitney la conforta, lei e Jena fanno finalmente amicizia. Nel frattempo, alla disperata ricerca di un modo per distrarsi, Kimberly accetta di andare assieme a Bela e alla compagna di dormitorio Jocelyn a una festa nudista organizzata nel party; nonostante l'iniziale imbarazzo le tre passano la serata nude legando tra di loro e con vari altri partecipanti, inoltre, Bela si imbatte nuovamente in Evangeline, la quale le rivela di essersi battuta a favore del suo ingresso nella rivista prima di scoprire che aveva elargito favori sessuali al suo ex, mortificata Bela si scusa con lei e le due suggellano la loro riappacificazione con un abbraccio senza vestiti. Leighton si ostina intanto a non informare le coinquiline della sua vita privata facendole preoccupare per le sue continue sparizioni e, proprio durante un incontro occasionale con una donna di nome Chloe, questa capisce che sta nascondendo a tutti la sua sessualità e si offre di aiutarla, facendola infuriare e spingendola ad ubriacarsi e tirare una bottiglia di tequila alla statua del fondatore del campus, venendo presa in custodia dalla sicurezza.
- Altri interpreti: Rob Huebel (Henry Murray), James Morosini (Dalton), John Pirruccello (Professor Tocchini), Marie-France Arcilla (Professoressa Cassel), Mekki Leeper (Eric Miller), Conor Donnally (Ryan Hutton), Rachele Schank (Chloe), Sierra Katow (Evangeline Hashima), Isabella Roland (Carla), Maya Rose (Jena), Betti (Travis Feldman), Kennedy Lea Slocum (Esme Schaffer), Samantha Dockser (Francesca Bromley), Scott Lipman (Frude Rasmunssen), Cheyenne Perez (Jo), Aza Sharavnyam (Siddhartha), Blaine Miller (Ian), Kim Bonifay (Tyra), Gage Banister	(Jason), Antonio Cipriano (Angelo), Ty Chen	(Michael), Nili Rain Segal (Fern), Diogo Hausen	(Bobby).

## Le Tuteur
- Diretto da: Zoe Cassavetes
- Scritto da: Rupinder Gill

### Trama
Leighton tenta senza successo di corrompere il presidente Lacey che, per punire le sue azioni vandaliche in stato d'ebrezza, le assegna 100 ore di servizio comunitario come volontaria al centro femminile dell'Essex. La ragazza vi si reca do controvoglia scontrandosi immediatamente con Alicia, la responsabile del centro, con cui però dopo una giornata inizia a legare ed impara alcune importanti lezioni sul rispetto altrui e sull'autocontrollo. Bela nel frattempo, in cerca di riscatto per il suo passato da "sfigata" al liceo, tenta in tutti i modi di uscire con ragazzi attraenti e con gli addominali scolpiti, obbiettivo che raggiunge facendo sesso col palestrato Milo, sebbene in seguito si renda conto che questi non la trova altrettanto attraente ma vada a letto con lei solo perché la trova simpatica. Nel frattempo Nico e Kimberly si avvicinano sempre di più dopo che il ragazzo inizia a farle da tutor di francese. All'interno della stanza delle ragazze inizia inoltre a diffondersi un misterioso cattivo odore proveniente dal frigorifero di cui nessuna delle quattro vuole prendersi la responsabilità, quando però alla fine Kimberly si decide a pulire realizza che era semplicemente tutto marcito perché la spina era rimasta staccata da due giorni a causa di una dimenticanza di Bela. Parallelamente a tutto ciò, Whitney decide di dare una seconda chance a Dalton e ha un appuntamento con lui per un cinema all'aperto improvvisato nel bosco; l'uomo si dichiara intenzionato a divorziare dalla moglie e le manda un messaggio chiedendole di parlare davanti agli occhi della ragazza, tuttavia, una volta rientrato a casa, si giustifica inventando una scusa con la moglie, rimangiandosi la parola data.
- Altri interpreti: James Morosini (Dalton), Matt Malloy (Presidente Tim Lacey), Jillian Armenante (Coach Woods), Kim Matula (Michelle), Maya Rose (Jena), Will Ropp (Milo), Amanda Ripley (Ginger), Vico Ortiz (Tova), Betti (Travis Feldman), Scott Lipman (Frude Rasmunssen), Alexander Neher	(Curran), Kylie Contreary (Abbey), Ali Gallo (Lindsay), Ambrose Burzak (Tiff), Lauren Lakis (Bethany), Kimiko Singer (Imogene), Dilone (Maddy), Cam Killion (Tai).

## Kappa
- Diretto da: Kabir Akhtar
- Scritto da: Charlie Grandy e Beth Appel

### Trama
Whitney e Leighton partecipano a un branch delle Kappa Beta Rho, una sorellanza molto esclusiva del college. La presidentessa, Quinn Cannon, decide di far fare coppia a Leighton e Cory, un amico di Nico, cosa che costringe la ragazza ad andare a letto con lui per tenere nascosto il proprio orientamento sessuale. Ad una serata di raccolta fondi del Catullan, Bela conosce Danny Marawitz, celebre comico ed ex-studente affiliato alla rivista, la speranza che questi le faccia da mentore sfuma tuttavia dopo che l'uomo fa una serie di battute sessiste su di lei umiliandola in pubblico finché quest'ultima, esasperata, gli risponde per le rime mandandolo su tutte le furie e spingendolo ad andarsene ritirare la sua donazione; fortunatamente un altro ex-alunno, a sua volta vittima delle angherie di Danny in quanto omosessuale, per ringraziare Bela di quello che ha fatto si offre di donare metà della cifra che questi avrebbe dovuto versare. Contemporaneamente Whitney fa un viaggio assieme alle compagne di squadra ed alloggia con esse in un hotel, durante la notte però, Willow scopre accidentalmente della sua tresca con Dalton trovando una sua foto a torso nudo sul cellulare dell'amica, che le fa promettere di non farne parola con nessuno in quanto consapevole che questo potrebbe costare sia il lavoro dell'uomo che la carriera politica della madre. Kimberly, tornata dalla festa del Catullan cui ha accompagnato Bela, pubblica una foto su Instagram col vestito indossato per la serata ricevendo un commento d'apprezzamento da parte di Nico.
- Altri interpreti: Dan Bucatinsky (Danny Marawitz), Jack Plotnick (Thomas), James Morosini (Dalton), Mekki Leeper (Eric Miller), Conor Donnally (Ryan Hutton), Jillian Armenante (Coach Woods), Francesca Xuereb (Quinn Cannon), Colby Strong (Cory), Sierra Katow (Evangeline Hashima), Maya Rose (Jena), Kylie Contreary (Abbey), Bailey Humiston (Maura), Christy St. John (Allie), Chandler Lovelle (Ashlee), Dana Donnelly (Ashleigh), Ashley Mei Eriksen (Ashleye), Kathleen Kenny (Ash'lie), Layla Mohammadi (Brittany), Lauren Bray (Bonnie), Courtney Lauren Cummings (Jennifer).

## That Comment Tho
- Diretto da: Rachel Raimist
- Scritto da: Matt Warburton e Sheridan Watson

### Trama
Kimberly mostra a Bela il commento di Nico alla sua foto, ma questi lo cancella, mandandola in confusione. Whitney, oltraggiata dopo aver scoperto della disparità di fondi investiti dal college per le squadre femminili e quelle maschili, decide di raccogliere prove infiltrandosi di nascosto nel lussuoso spogliatoio della squadra di calcio maschile, venendo scoperta da uno dei giocatori, Hayden, che riprende inavvertitamente nudo in diretta, venendo punita per l'evento con una sospensione e rimproverata dalla madre in videochiamata. Leighton invita le ragazze del centro femminile a una festa della Theta Pi Delta per dimostrare che le confraternite non sono male quanto credono e, durante la serata, effettivamente quest'ultime sembrano divertirsi. Bela si intrufola a una serata del Catullan a cui non era stata invitata e incontra Ryan, il co-redattore con cui va più d'accordo, tuttavia se ne va immediatamente quando questi si mette a guardare un porno davanti a lei definendolo "divertente". Riunitesi tutte e quattro alla festa della Theta, le ragazze osservano Whitney sfidarsi con Hayden a una corsa sul tapis roulant, vincendo. A fine serata Leighton impedisce ad Alicia di scontrarsi con un confratello ubriaco che l'aveva insultata in quanto lesbica, le due ragazze hanno un ennesimo litigio e Alicia la accusa di non poter capire cosa significhi essere discriminata per il proprio orientamento sessuale ma Leighton, stanca di mentire e di reprimere l'attrazione per lei, la bacia dimostrandole che si sbaglia. Nico accompagna Kimberly a casa e questa gli chiede perché abbia cancellato il commento, spingendolo ad ammettere che non voleva che qualcuno si facesse un'idea sbagliata su di loro. Dalton rivela infine a Whitney di voler troncare la loro relazione e di non essere intenzionato a lasciare la moglie, motivo per cui la ragazza, furiosa, tira un sasso contro la sua auto.
- Altri interpreti: James Morosini (Dalton), Mekki Leeper (Eric Miller), Conor Donnally (Ryan Hutton), Jillian Armenante (Coach Woods), Colby Strong (Cory), Amanda Ripley (Ginger), Vico Ortiz (Tova), Timothy Granaderos (Hayden), Sherri Shepherd (Senatrice Evette Chase), Betti (Travis Feldman), Alexander Neher (Curran), Anna Benuzzi (Iris), Andrei Dolezal (confratello).

## Parents Weekend
- Diretto da: Meredith Dawson
- Scritto da: Mindy Kaling e Justin Noble

### Trama
Durante il weekend dei genitori, i familiari delle ragazze fanno visita all'Essex College e le quattro decidono perciò di organizzare una cena tutti insieme. Tuttavia, l'intero incontro si rivela imbarazzante poiché i segreti iniziano ad emergere ed i caratteri dei commensali li portano a entrare in collisione gli uni con gli altri: Bela viene sorpresa dai suoi genitori a mentire sul fatto di star frequentando corsi di biochimica per diventare medico ed essi rimangono delusi quando essa gli rivela di voler diventare una comica; Whitney tratta con freddezza la madre e sente invece la mancanza del padre, che non si presenta ma viene comunque difeso dall'ex-moglie dagli insulti velati della famiglia di Leighton, la cui madre tratta la secondogenita con sufficienza riservando invece un trattamento di favore per Nico; Kimberly va nel panico perché sua madre non è in grado di pagare la cena a causa delle loro umili origini e accetta perciç la proposta di Leighton di pagare la cena al posto suo, sebbene l'inganno venga scoperto. Dopo la cena, Whitney ringrazia sua madre per aver difeso il padre, ma riconosce che i Murray avessero ragione su di lui e che un giorno dovrà smettere di metterlo su un piedistallo. Nonostante la rabbia, la madre di Bela comprende la passione della figlia e promette che la sosterrà a patto che essa frequenti anche il corso di biochimica. La madre di Kimberly le dice che non dovrebbe vergognarsi delle sue origini ma anzi andarne fiera; facendo tesoro del consiglio, la ragazza si reca alla confraternita di Nico, i due si baciano e passano la notte assieme.
- Altri interpreti: Rob Huebel (Henry Murray), Nicole Sullivan (Carol Finkle), Gillian Vigman (Mimi Murray), Kavi Ramachandran Ladnier (Reena Malhotra), Mueen Jahan (Nevaan Malhotra), Sherri Shepherd (Senatrice Evette Chase), Jerry Minor (voce del padre di Whitney), Gedde Watanabe (Professor Harpin), Betti (Travis Feldman), Scott Lipman (Frude Rasmunssen).

## I Think I'm a Sex Addict
- Diretto da: Lila Neugebauer
- Scritto da: Rupinder Gill e Vanessa Baden Kelly

### Trama
Kimberly e Nico iniziano un'intensa relazione sessuale tenendolo nascosto a Leighton, così facendo tuttavia la ragazza inizia a presentarsi in ritardo a lavoro e trascurare lo studio facendo precipitare i suoi voti nel corso di economia, motivo per il quale la collega Lila le consiglia di chiedere dei crediti extra al professor Bennett che per assegnarglieli le chiede di riordinare alcuni fascicoli nel suo ufficio; durante l'incarico tuttavia la ragazza è nuovamente colta dal desiderio e chiama Nico per avere un amplesso con lui sulla scrivania di Bennett, che tuttavia li coglie sul fatto. Persa l'opportunità di avere i crediti extra, Kimberly riceve un aiuto inaspettato proprio da Nico, che le mostra una serie di vecchi esami di tutte le materie custoditi negli archivi della Theta Pi Delta proponendole di usarli per copiare come fanno da anni i membri della confraternita. Nel frattempo Leighton scopre della brusca rottura avuta da Whitney con il suo assistente coach, divenendo la seconda persona a conoscenza della sua tresca, e la conforta spingendola a riallacciare i rapporti con Canaan. Bela diventa ufficialmente una scrittrice del Catullan, tuttavia il giorno della suddetta selezione, Ryan la prende da parte molestandola di nuovo sessualmente. Nel frattempo Leighton inizia a legare con le altre donne del centro per femminile e, quella sera stessa, lei e Alicia si dicono per la prima volta di essere una coppia; poco dopo tuttavia, Leighton riceve un messaggio dalla sua amica Maya, la ragazza di Nico.
- Altri interpreti: Mekki Leeper (Eric Miller), Conor Donnally (Ryan Hutton), Betti (Travis Feldman), Sierra Katow (Evangeline Hashima), Stephen Guarino (Roger), Will Hines (Professor Bennett), Isabella Roland (Carla), Amanda Ripley (Ginger), Vico Ortiz (Tova), Donielle Nash (Jaya), Will Ropp (Milo), Harrison Callaghan (Jeff), Cheyenne Perez (Jo), Najee Muhammad (Darius).

## The Surprise Party
- Diretto da: Maggie Carey
- Scritto da: Charlie Grandy e Kristen Zublin

### Trama
Leighton organizza una festa a sorpresa per il 21° compleanno di Nico e invita Maya, facendo infuriare Kimberly quando scopre che il ragazzo le ha sempre tenuto nascosto della sua esistenza. Whitney segna il goal della vittoria che decreta l'ingresso della squadra di calcio femminile dell'Essex nel torneo NCAA, ma l'entusiasmo ha breve durata nel momento in cui la coach Woods la informa di aver cacciato Dalton dopo aver scoperto che aveva una relazione clandestina con una giocatrice; inizialmente la ragazza tenta di mentire dicendo che non ne sa nulla ma in seguito confessa in lacrime di essere la ragazza in questione, la donna la conforta dicendo di non voler rivelare il suo nome alla commissione disciplinare per non  rovinare il suo brillante futuro, sebbene questo le costi il licenziamento dal ruolo di coach. Bela viene incaricata di scrivere il suo primo articolo al Catullan assieme a un'altra ragazza, Carl, che le confida di essere stata vittima di molestie da parte di Ryan, Bela tuttavia sminuisce la cosa per paura e, dopo che Carla lascia la rivista realizza di averla inavvertitamente messa a tacere, motivo per il quale racconta tutto a Leighton, che chiede aiuto ad Alicia organizzando una serata per loro al centro femminile ed assicurandole che saranno dalla loro parte.
- Altri interpreti: Mekki Leeper (Eric Miller), Conor Donnally (Ryan Hutton), James Morosini (Dalton), Isabella Roland (Carla), Jillian Armenante (Coach Woods), Sierra Katow (Evangeline Hashima), Amanda Ripley (Ginger), Vico Ortiz (Tova), Mona Mira (Maya), Betti (Travis Feldman), Donielle Nash (Jaya), Harrison Callaghan (Jeff), Maya Rose (Jena), Rebekka Johnson (Coach Hanson), Gillian White (Dana), Brandon Root (Tad), Keanush Tafreshi (Pete), Antonio Cipriano (Angelo).

## Cheating
- Diretto da: Kabir Akhtar
- Scritto da: Caroline Goldfarb e Beth Appel

### Trama
Kimberly riflette se imbrogliare o meno all'esame di economia e, nonostante Canaan le suggerisca di non farlo, alla fine decide di copiare usando i vecchi usami nell'archivio della Theta Pi Delta, venendo tuttavia scoperta dal professor Bennett. Nel frattempo Leighton scopre della relazione avuta dal fratello con Kimberly e lo minaccia di dire tutto a Maya se non si fosse scusato con la sua coinquilina. Bela riferisce delle molestie subite da lei e Carla ad Evangeline ed Eric, tuttavia mentre la prima le crede subito il secondo, dal carattere più spigoloso e legato a Ryan da una forte amicizia, inizialmente rifiuta di darle credito, salvo poi però scusarsi del suo comportamento nottetempo e dichiarare che avrebbe fatto tutto il possibile per sostenerla. Whitney rivela a tutta la squadra di essere la giocatrice che ha avuto una relazione con Dalton e si assume la completa responsabilità delle sue azioni, ricevendo la solidarietà e la comprensione di tutte le compagne. Leighton e Alicia fanno una vacanza assieme, nel corso della quale finiscono però per litigare a causa dell'insistenza della prima a tenere segreta la loro relazione per mantenere segreto il proprio orientamento sessuale, cosa che le spinge a lasciarsi. Tornata alla Essex col cuore infranto, Leighton si imbatte in Kimberly e, dopo aver scoperto che Nico non le ha nemmeno parlato in tutta la giornata, rivela a Maya del suo tradimento.
- Altri interpreti: Mekki Leeper (Eric Miller), Conor Donnally (Ryan Hutton), Stephen Guarino (Roger), Will Hines (Professor Bennett), Julie Brister (Rikki), Sierra Katow (Evangeline Hashima), Betti (Travis Feldman), Isabella Roland (Carla), Maya Rose (Jena), Donielle Nash (Jaya), Mona Mira (Maya), Kylie Contreary (Abbey), Najee Muhammad (Darius).

## The Truth
- Diretto da: Liza Johnson
- Scritto da: Justin Noble e Rupinder Gill

### Trama
Maya lascia Nico e Leighton lo rimprovera per essere stato la causa di una serie di sventure con le sue azioni avventate. Kimberly deve far fronte a una potenziale espulsione per aver violato il codice d'onore dell'Essex, motivo per i quali ruba le copie dei vecchi esami dall'archivio della Theta Pi Delta con l'intenzione di consegnarli alla commissione e foraggiare la sua richiesta di avere una seconda opportunità; pur cogliendola sul fatto Nico riconosce le sue responsabilità e la lascia fare. Eric caccia Ryan dal Catullan per ciò che ha fatto a Bela e Carla, tuttavia nel momento in cui alcuni scrittori protestano per la decisione dell'editore capo le due ragazze, assieme a Evangeline e Jo, stanche dell'implicita cultura dello stupro insita nella redazione, decidono di abbandonare la rivista per fondarne una propria. Nel frattempo la senatrice Chase arriva alla Essex per assicurarsi che la giocatrice che ha avuto una storia con Dalton stia bene, spingendo Whitney a chiedere alla sua amica Willow di fingere per coprirla; nonostante la madre ci caschi alla fine Whitney decide di dirle la verità, la donna le chiede dunque scusa per essere sempre tanto severa con lei da averla spinta a credere di doverle mentire, cosa che porta madre e figlia a riconciliarsi. Trovandola depressa a piangere in camera sua, Kimberly conforta Leighton riguardo alla sua recente rottura, quest'ultima trova quindi finalmente il coraggio di fare coming out a qualcuno per la prima volta nella sua vita, evento che rafforza enormemente il legame tra le due. Il giorno successivo, mentre il quartetto è a pranzo assieme, Kimberly riceve una mail dalla commissione scoprendo che, pur non essendo stata espulsa, la sua borsa di studio è stata revocata costringendola dunque a trovare un modo di pagare le tasse universitarie di tasca sua.
- Altri interpreti: Mekki Leeper (Eric Miller), Conor Donnally (Ryan Hutton), Sierra Katow (Evangeline Hashima), Betti (Travis Feldman), Isabella Roland (Carla), Harrison Callaghan (Jeff), Matt Malloy (Presidente Tim Lacey), Craig Cackowski (Dale Finkle), Anna Khaja (Professoressa Levin), Sherri Shepherd (Senatrice Evette Chase), Cheyenne Perez (Jo), Zachary J. Luna (Hank), Bryson Powers (Ethan), Janet Hoskins (Signora Jarvis), Brandon Root (Tad).